# God (альбом)
God — пятый студийный альбом американской певицы современной христианской музыки Ребекки Сент-Джеймс, выпущенный 25 июня 1996 года на лейбле ForeFront Records. Альбом получил положительные отзывы критиков, занял 6-е место в чарте христианских альбомов в Billboard Top Contemporary Christian. Из альбома вышли синглы «God», «Abba (Father)», «You’re the Voice», «Me Without You» и «Go & Sin No More».

## Отзывы
| Оценки критиков     | Оценки критиков |
| Источник            | Оценка          |
| ------------------- | --------------- |
| AllMusic            | [ 1 ]           |
| Jesus Freak Hideout | [ 2 ]           |

Альбом получил положительные отзывы от музыкальных критиков. Jesus Freak Hideout поставил альбому 4 звезды из 5. Родни Батдорф из Allmusic отметил, что «Ребекка Сент-Джеймс звучит мудрее своих 18 лет на своём втором альбоме God. Сент-Джеймс — страстный автор песен, провозглашающий свою любовь к Господу различными изобретательными способами. Но истинная сила альбома — её прекрасный голос, который парит на протяжении всего альбома».

## Коммерческий успех
God дебютировал на 200-м месте в американском хит-параде Billboard 200. Он также появился в чартах Top Contemporary Christian и Heatseekers на 6-и 10-м местах, соответствевнно.

## Список композиций
| №   | Название                                             | Автор(ы)                                  | Длительность |
| --- | ---------------------------------------------------- | ----------------------------------------- | ------------ |
| 1.  | «God»                                                | Ребекка Сент-Джеймс, Tedd T               | 4:08         |
| 2.  | «You're the Voice» (Джон Фарнем, кавер)              | M. Ryder, K. Reed, A. Quinta, C. Thompson | 5:00         |
| 3.  | «You Then Me»                                        | Bob Halligan, Jr., Graham Shaw            | 3:51         |
| 4.  | «Speak to Me»                                        | St. James, Josh Deaton, T.                | 4:44         |
| 5.  | «Abba (Father)»                                      | St. James, Otto Price, T.                 | 5:20         |
| 6.  | «Me Without You»                                     | Martin Briley                             | 4:14         |
| 7.  | «That's What Matters»                                | St. James, T.                             | 4:52         |
| 8.  | «Carry Me High»                                      | St. James, T.                             | 4:40         |
| 9.  | «A Cold Heart Turns»                                 | St. James                                 | 2:54         |
| 10. | «Go and Sin No More» (with hidden track "Psalm 139") | St. James, Michael Anderson, T.           | 8:41         |

## Чарты
| Год  | Чарт                       | Высшая позиция |
| ---- | -------------------------- | -------------- |
| 1996 | Top Heatseekers            | 10             |
| 1996 | The Billboard 200          | 200            |
| 1996 | Top Contemporary Christian | 6              |